# 梅花地顶
梅花地顶，位于中国广东省中山市五桂山区南桥村槟榔山东北3.5公里处，海拔384米，是五桂山山脉的一座山体。梅花地顶与风吹罗带之间的山谷为北台溪的发源地。